# Lomaspilis
Genre
Lomaspilis est un genre de lépidoptères (papillons) de la famille des Geometridae.

## Description
Les espèces du genre Lomaspilis ont une envergure d'entre 24 et 28 millimètres. Les mâles ont des antennes simples ou fasciculées. Leurs ailes avant ont des bords courbes et convexes. Ils sont habituellement blancs ou ocres avec des bandes ou des taches sombres. Leurs ailes avant sont ornées de motifs voyants, souvent blanches ou ocres avec une bande sombre sur la bordure extérieure.
Leurs larves se nourrissent d'espèces du genre Salix.

## Espèces rencontrées en Europe
- Lomaspilis marginata Linnaeus, 1758  - la Marginée
- Lomaspilis opis (Butler, 1878)